# Trop de témoins pour Lord Peter
Trop de témoins pour Lord Peter  — Clouds of Witness dans l'édition originale britannique — est un roman policier publié par Dorothy L. Sayers en 1926. C'est le 2e roman de la série mettant en scène Lord Peter Wimsey, l'aristocrate détective amateur.

## Résumé
Après de longues vacances en Corse, Lord Peter fait escale à Paris.  Il y apprend que le capitaine Denis Cathcart, fiancé de sa sœur Mary, a été tué par balles près de la loge de tir de la famille Wimsey dans le Yorkshire et que le Duc de Denver, le propre frère de Lord Peter, est accusé de meurtre.  Plusieurs témoins confirment d'ailleurs que plus tôt, ce jour-là, les deux hommes s’étaient querellés à propos d’une missive qui révélait que le capitaine avait eu, à Paris, des démêlés avec la justice française pour avoir triché aux cartes lors de réunions mondaines.
Lord Peter regagne l'Angleterre bien décidé à faire toute la lumière sur cette affaire.  Il constate pourtant qu’il n’est pas au bout de ses peines, car sa sœur Mary et son frère écroué refusent de parler et semblent bien décidés à lui cacher quelque chose...

## Honneurs
Trop de témoins pour Lord Peter occupe la 77e place au classement des cent meilleurs livres policiers de tous les temps établi par en 1995 l'association des Mystery Writers of America.

## Éditions
Édition originale en anglais
- (en) Dorothy L. Sayers, Clouds of Witness, Londres, T. Fisher Unwin, 1926

Éditions françaises
- (fr) Dorothy L. Sayers (auteur) et Roger Loriot (traducteur), Le Duc est un assassin [« Clouds of Witness »], Paris, Nicholson et Watson, coll. « La Tour de Londres no 6 », 1948, 269 p. (BNF 32607224)
- (fr) Dorothy L. Sayers (auteur) et Clarisse Frémiet (traducteur), Trop de témoins pour Lord Peter [«  Clouds of Witness »], Paris, Librairie des Champs-Élysées, coll. « Le Masque no 465 », 1954, 252 p. (BNF 32607225)
- (fr) Dorothy L. Sayers (auteur) et Jean-Marc Mendel (traducteur) (trad. de l'anglais), Trop de témoins pour Lord Peter [«  Clouds of Witness »], « in » Dorothy Sayers, vol. 1 - Lord Peter (1923-1928), Paris, Librairie des Champs-Élysées, coll. « Les Intégrales du Masque. », 1995, 975 p. (ISBN 2-7024-2282-9, BNF 35797747) Ce volume omnibus propose une édition de la première traduction intégrale des romans suivants : Lord Peter et l'Inconnu, Trop de témoins pour Lord Peter, Arrêt du cœur, Lord Peter et le Bellona Club
- (fr) Dorothy L. Sayers (auteur) et Jean-Marc Mendel (traducteur) (trad. de l'anglais), Trop de témoins pour Lord Peter [«  Clouds of Witness »], Paris, Librairie des Champs-Élysées, coll. « Masque poche no 34 », 2014cette édition offre la traduction de 1995 sous une forme entièrement révisée., 448 p. (ISBN 978-2-7024-4009-4, BNF 43742599)

## Adaptation
- 1972 : Clouds of Witness, mini-série de la BBC, réalisée par Hugh David, avec Ian Carmichael dans le rôle de Lord Peter Wimsey.

## Référence
- LeRoy Lad Panek, British Mystery : Histoire du roman policier classique anglais, Amiens, Encrage, 1990, p. 109-111.  (ISBN 2-90638-918-8)